# Скотт (округ, Арканзас)
Шаблон:StateAbbr_ 34°52′49″ пн. ш. 94°04′15″ зх. д. / 34.880277777778° пн. ш. 94.070833333333° зх. д.
Округ Скотт (англ. Scott County) — округ (графство) у штаті Арканзас, США. Ідентифікатор округу 05127.

## Історія
Округ утворений 1833 року.

## Демографія
За даними перепису 
2000 року 
загальне населення округу становило 10996 осіб, зокрема міського населення було 2986, а сільського — 8010.
Серед мешканців округу чоловіків було 5551, а жінок — 5445. В окрузі було 4323 домогосподарства, 3123 родин, які мешкали в 4924 будинках.
Середній розмір родини становив 2,98.
Віковий розподіл населення поданий у таблиці:
| Стать    | До 15 років | 15-21 | 22-29 | 30-39 | 40-49 | 50-65 | 65-85 | Понад 85 |
| -------- | ----------- | ----- | ----- | ----- | ----- | ----- | ----- | -------- |
| Чоловіки | 1310        | 561   | 514   | 776   | 735   | 980   | 611   | 64       |
| Жінки    | 1122        | 462   | 491   | 751   | 679   | 1003  | 791   | 146      |

## Суміжні округи
- Логан — північний схід
- Єлл — схід
- Монтгомері — південний схід
- Полк — південь
- Лефлор, Оклахома — захід
- Себастьян — північний захід

## Виноски
1. ↑  U.S. Decennial Census. United States Census Bureau. Архів оригіналу за 19 липня 2018. Процитовано 27 серпня 2015.
2. ↑  Historical Census Browser. University of Virginia Library. Архів оригіналу за 11 серпня 2012. Процитовано 27 серпня 2015.
3. ↑  Forstall, Richard L., ред. (27 березня 1995). Population of Counties by Decennial Census: 1900 to 1990. United States Census Bureau. Архів оригіналу за 24 вересня 2015. Процитовано 27 серпня 2015.
4. ↑  Census 2000 PHC-T-4. Ranking Tables for Counties: 1990 and 2000 (PDF). United States Census Bureau. 2 квітня 2001. Архів оригіналу (PDF) за 18 грудня 2014. Процитовано 27 серпня 2015.
5. ↑  State & County QuickFacts. United States Census Bureau. Архів оригіналу за 18 липня 2011. Процитовано 24 травня 2014. [Архівовано 2011-08-12 у Wayback Machine.](англ.) Наведено за англійською вікіпедією.
6. ↑  American FactFinder. Бюро перепису населення США. Архів оригіналу за 26 лютого 2012. Процитовано 31 січня 2008. [Архівовано 2008-05-21 у Wayback Machine.]

| США | Це незавершена стаття з географії США. Ви можете допомогти проєкту, виправивши або дописавши її. |